# Баба де камейлу
Баба-де-камейлу (порт. Baba de camelo — верблюжі слині) — португальський десертний мус, що виготовляється зі згущеного молока і яєць з топпінгом з мигдалю або печива.
За легендою на початку XX століття до однієї жінки, раптово прийшли гості, тому їй довелося зробити десерт із того, що було в хаті. В результаті у неї вийшов такий мус, а назву вона вибрала, просто щоб привернути увагу гостей або зробити так, щоб вони захотіли пробувати частування.